# Паникън Уайаскър
Паникън Уайаскър е българска рок банда, сформирана в края на 1998 г. от Димитър Василев-Нуфри (китара и вокал) и Деян Драгиев-Даката (барабани). Първите години от съществуването си Паникън Уайаскър прекарват в експерименти с много музикални жанрове – от инструментален дръм енд бейс до кросоувър. След три дългосвирещи албума, безброй концерти и няколко странични проекта Паникън Уайаскър се завръщат на сцената, а четвъртият им албум е почти готов.

## Ранните години и Rock’n’Roll Coma
Паникън Уайаскър се появяват през 1998 г. Основателите на групата Димитър Василев-Нуфри (тогава в Pyromania и Plastic Hi-Fi) и Деян Драгиев-Даката (от Тъмно) вече се познават покрай досегашните си банди. В бандата се включва Душко Крумов (китара) и Александър Янев (бас) и преди края на 1998 г. първите парчета на Паникън Уайаскър са готови. През февруари 1999 г. Душко заминава за Германия и Иво Пешев (Китарист на Skitnicks) го замества. През пролетта на същата година Паникън Уайаскър записват дебюта си „Rock’n’Roll Coma“. През 2000 г. дискът е издаден от Avenue Productions. Представянето му е съпътствано с клипове към парчетата „Лара Крофт“ и „Нов петък“. Вторият е сниман от Нуфри и съпругата му Божидара Василева в техния дом. Албумът е оценен високо от публиката и получава наградата „Най-добър дебют“ за 2000 г. от българската музикална телевизия ММ.

## Digital Zombie
След „Rock’n’Roll Coma“ Паникън Уайаскър поемат по различен път. Компютрите стават все по-достъпни и популярни, навлизат във все повече репетиционни и студия. Винаги на линия за експерименти, бандата започва да смесва рокенрол с дръменбейс. Ползват много семпли, луупове и доста електроника. Едно от най-силните им влияния по това реме в сръсбката банда Disciplin A Kitschme, на която Нуфри е фен и до днес.
По това време ъндърграунд концертите в София се случват предимно в култовия, вече несъществуващ клуб „О!Шипка“. Паникън Уайаскър свирят много и феновете им се увеличават. Бандата не губи време и започва да записва своя втори албум „Digital Zombie“. През есента на 2001 г. той е издаден от Top Form Studio – колектив, с който членовете на Паникън Уайаскър решават да работят заради споделената им страст към дигиталните технологии.
Албумът е дистрибутиран от Avenue Productions и е представен на специално промо шоу в клуб „Neo“, София. Събитието изцяло следва концепцията на албума и представлява високо-технологичен мултимедиен пърформанс със специална сценография. Обичайният рокендрол звук на групата е допълнен от много лайв електроника.
„Digital Zombie“ също се приема изключително добре от българската публика и печели наградата на телевизия ММ за „Най-добър рок албум“ на 2001 г.

## Eastern European Monkeys
През 2002 г. бандата взима решението драстично да бъдат намалени електрониките за сметка на чистия рокендрол звук, а текстовете да бъдат на английски. Така от 2002 до 2005 г. Паникън Уайаскър работят по „Eastern European Monkeys“. Албумът се появява през пролетта на 2005 г., издаден е отново от Top Form Studio.
„Eastern European Monkeys“ е доста критикуван от феновете, заради текстовете на английски. Бандата е доста разочарована от тези реакции, започват да се появяват вътрешни конфликти. След промо шоуто на албума Александър Янев напуска бандата. На негово място идва Мартин Евстатиев. Той остава в бандата до 2013 г., но също се оттегля. Нуждата от нов басист, също става причина за следващите проблемни години на Паникън Уайаскър.
Членовете на бандата започват да се занимават със странични проекти. Даката започва да свири в Ревю, Нуфри стартира Bastardolomey, а по-късно и Skitnicks.
Въпреки цялата негативна критика и отдръпването на някои фенове Eastern European Monkeys взима наградата на ММ за „Най-добър рок албум“ на 2005 г.

## Настояще
От 2006 г. насам Паникън Уайаскър работят по материала, който трябва да се превърне в четвъртия им албум. Сега, най-после със стабилен басист в лицето на Александър Обретенов от D2, Паникън Уайаскър се завърнаха на сцената с дългоочаквания албум „Sick Colored Planet“. Албумът „Sick Colored Planet“е миксиран от Били Гулд (Faith no more). Мастерингът е дело на Маор Апелбаум, който е мастерирал албумите на Faith no More, Halford, Sepultura.

## Дискография
- Rock’n’Roll Coma (2000)
- Digital Zombie (2001)
- Eastern European Monkeys (2005)
- Sick Colored Planet (2017)

## Награди
Телевизия ММ (България)
| Година | Номинирани за            | Награда             | Резултат  |
| 2000   | Rock’n’Roll Coma         | Най-добър дебют     | Наградени |
| 2001   | Digital Zombie           | Най-добър рок албум | Наградени |
| 2005   | Eastern European Monkeys | Най-добър рок албум | Наградени |

## Официални клипове
- „Лара крофт“
- „Човека нечовек“
- „Нов петък“
- „Hair Plugin“
- „Пънчо“